# Acanthoprimnoa goesi
Acanthoprimnoa goesi är en korallart som först beskrevs av Aurivillius 1931.  Acanthoprimnoa goesi ingår i släktet Acanthoprimnoa och familjen Primnoidae. Inga underarter finns listade i Catalogue of Life.